# Anuanuraro
Anuanuraro es un atolón de las Tuamotu en la Polinesia Francesa en el subgrupo de las Islas del Duque de Gloucester.

## Geografía
Anuanuraro está ubicado a 30 km al noroeste de Anuanurunga, la isla más cercana, a 156 km al este de Hereheretue, la isla principal del grupo, y a 655 km al sudeste de Tahití. Es un atolón cuadrado de 4 km de lado por una superficie de tierras emergidas de 2,2 km² y una laguna de aproximadamente 7 km² desprovisto de pasos de comunicación con el océano.
Desde un punto de vista geológico, el atolón es la capa coralina que recubre la cumbre de un monte volcánico submarino homónimo formado hay aproximadamente entre 40 a 60 millones de años.
Anuanuraro está vinculado administrativamente al municipio de Hao sito a 360 km al noreste. Aunque está deshabitado de manera permanente, el atolón posee algunas casas al sur del motu principal.

## Historia

### Descubrimiento por los Europeos
La primera referencia a este atolón por un Europeo fue hecha por Philip Carteret que lo aborda el 12 de julio de 1767 denominándolo «Arcángel». Es visitado más adelante por el navegante británico George Vancouver el 25 de diciembre de 1791, que lo asocia a las islas Gloucester, y después por el americano Charles Wilkes el 10 de enero de 1841 durante el regreso de su expedición austral.

### Época contemporánea
El atolón, propiedad privada, ha pertenecido al empresario de perlas Robert Wan quien hizo construir una pista de aterrizaje de 1 km de longitud en 1982 (pista hoy en día fuera de uso). De acuerdo con una decisión de Gaston Flosse, presidente de Polinesia Francesa, el atolón fue recomprado por el gobierno polinesio en 2002 por aproximadamente 7 millones de euros lo que creó una viva polémica local, seguida de una investigación de varios años antes la apertura de una serie de procedimientos judiciales denominados  «asunto del atolón de Anuanuraro» que fueron concluidos en 2014 por una absolución general de todos los imputados en primera instancia sin que la fiscalía presentase recurso de apelación.